# Apospasta rantaizanensis
Apospasta rantaizanensis là một loài bướm đêm trong họ Noctuidae.

## Hình ảnh

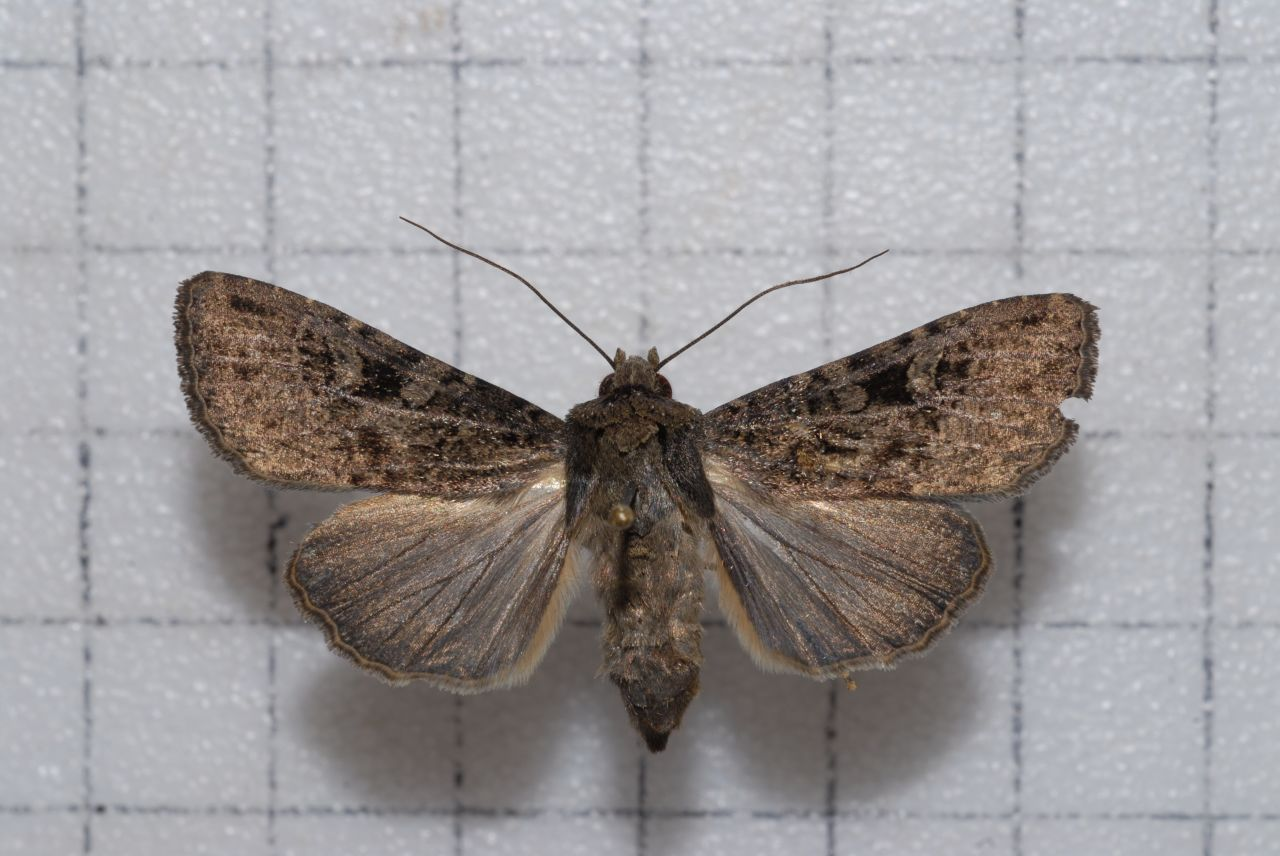
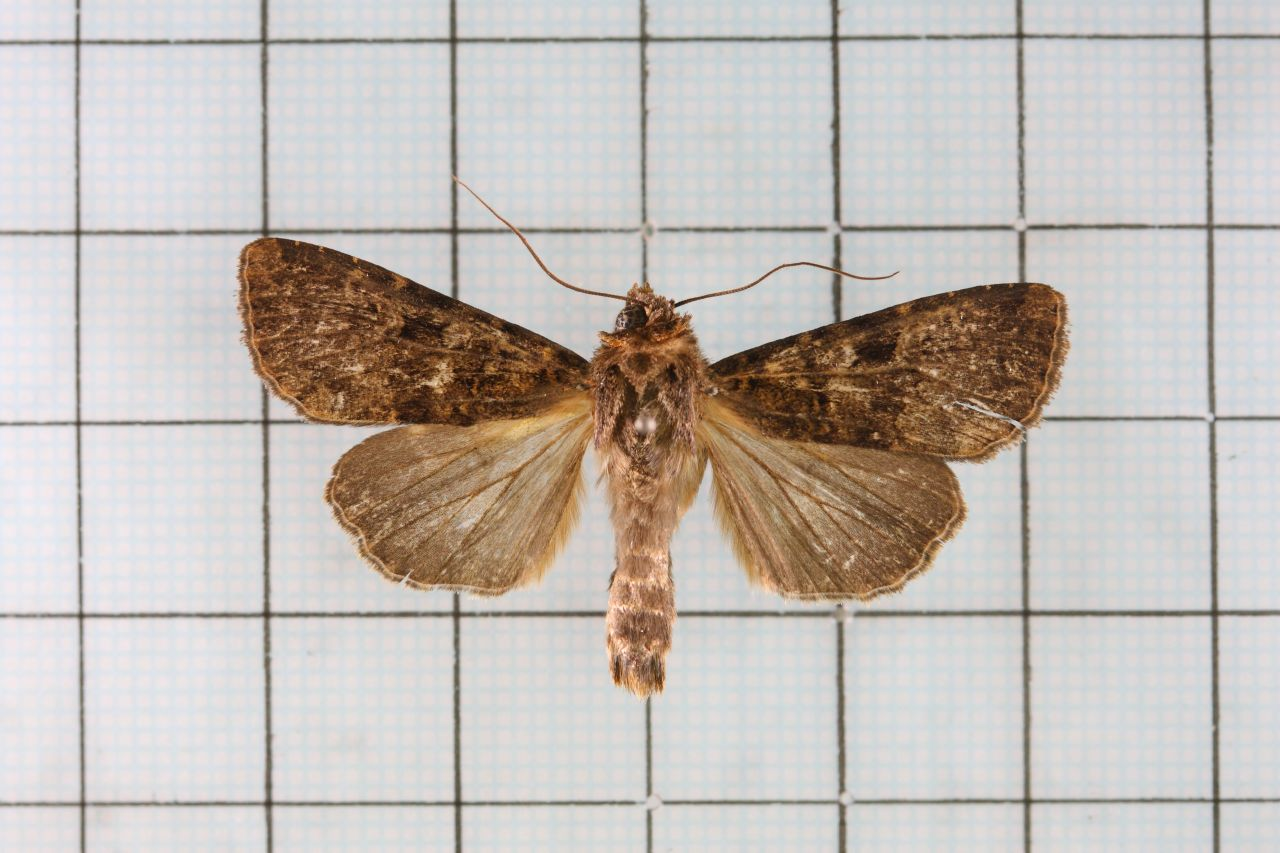